# Favoriten (Vídeň)
Favoriten je městská část ve stejnojmenném 10. vídeňském okrese Favoriten a je jedním z 89 vídeňských katastrálních území.

## Geografie

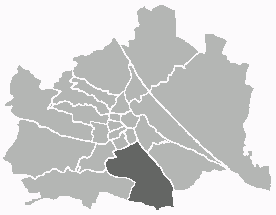
Poloha části Favoriten v rámci Vídně

Favoriten leží v severní části okresu a sousedí na jihu s částí okresu Inzersdorf-Stadt a Oberlaa. Katastr obce má výměru 526,14 hektarů, z čehož 2 ha připadá na pozemní komunikace.

## Historie
Císařský barokní zámek Nová Favorita, dnešní veřejné gymnázium Tereziánská akademie a v obecním okrese Vídeň dostal jméno od názvu dárce "favoritky". U Linienwallu poblíž zámku vznikla malá osada. Větší část Favoriten ještě až do 19. století byla využívána jako pole, vinice a pastviny.
Část Favoriten byla již v roce 1850 začleněna do Vídně. V roce 1874 vznikl 10. vídeňský okres Favoriten, který nejdříve sestával jen z dnešní části Favoriten.

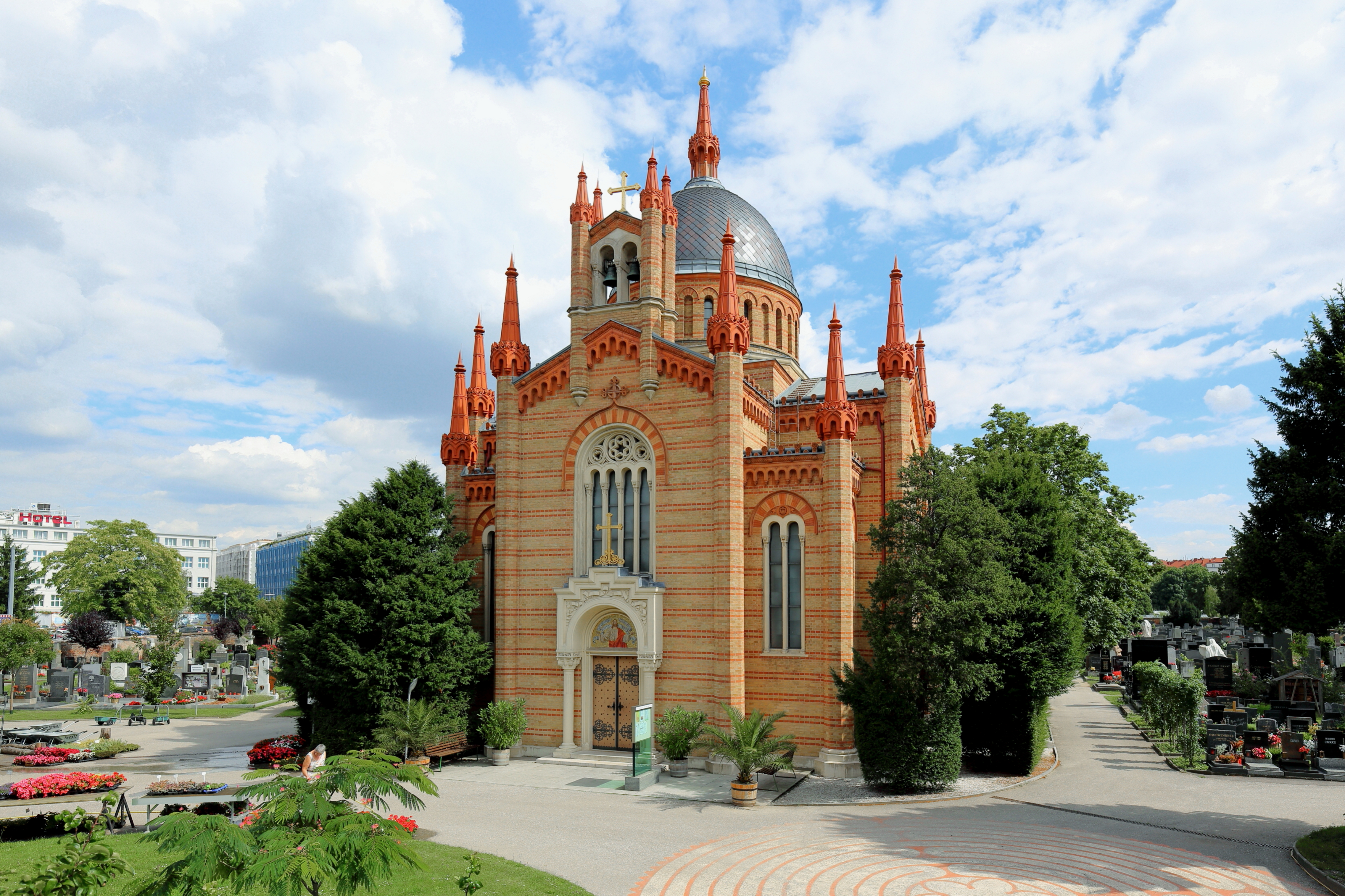
Kristův kostel na evangelickém hřbitově Matzleinsdorf

## Kultura a pamětihodnosti
- Gotický sloup stojí na hranici k Inzersdorfu a je symbolem Favoriten již od roku 1296, kdy je o něm první zmínka.
- Známými církevními budovami Favoriten je Antonínský kostel, farní kostel svatého Jana Evangelisty a kostel sv. Kateřiny Sienské. Tento je stejně jako kostel Svaté Trojice, farní kostel Zázračné Matky Boží a farní kostel Svaté Rodiny pod památkovou ochranou.
- Ve Favoriten se také nalézá dům Ernsta Kirchwefera, centrum nezávislé scény.
- Na evangelickém hřbitově Matzleinsdorf je pochováno mnoho význačných osobností.
- Ve Favoriten se nachází mnoho památkově chráněných staveb jako Rotes Wien, pod ním George-Washington-Hof, Hueberhof, Pölzerhof a Victor-Adler-Hof.

Znak Favoriten pochází z roku 1905 a zobrazuje Jana Evangelistu, kterému je také zasvěcený kostel na Keplerově náměstí.

## Hospodářství a infrastruktura
Ve Favoriten se také nachází sociálně lékařské centrum Sozialmedizinisches Zentrum Süd – Kaiser-Franz-Josef-Spital, hlavní hasičská stanice a Amalienbad.
Na severu městské části je hlavní vídeňské nádraží Wien Hauptbahnhof. Jako jediná z deseti obecních okresů Favoriten leží na lince metra U1 se stanicí na "Keplerplatzu" a "Reumannplatzu".